# Incredibad
Incredibad é o primeiro álbum de estúdio dos comediantes do grupo The Lonely Island, que foi lançado em 10 de fevereiro de 2009 pela Universal Records. Muitas das músicas do álbum estrearam no programa Saturday Night Live. O álbum inclui também um DVD mostrando alguns clipes e extras sobre as gravações e as músicas. 
Colaborando no álbum, incluem os cantores T-Pain, Norah Jones, Jack Black, E-40, Julian Casablancas dos Strokes, Sly & Robbie, DJ Nu-Mark, J-Zone, Natalie Portman, Chris Parnell e Justin Timberlake.

## Faixas
| CD  |                                                           |                                                                                |         |  |
| N.º | Título                                                    | Compositor(es)                                                                 | Duração |  |
| 1.  | "Who Said We're Wack?"                                    | Andy Samberg, Akiva Schaffer, Jorma Taccone                                    | 1:16    |  |
| 2.  | "Santana DVX" (feat. E-40)                                | Samberg, Schaffer, Taccone, Earl Stevens, Udo Lindenberg, Jean-Jacques Kravetz | 2:35    |  |
| 3.  | "Jizz in My Pants"                                        | Samberg, Schaffer, Taccone, Michael Forno                                      | 2:31    |  |
| 4.  | "I'm on a Boat" (feat. T-Pain)                            | Samberg, Schaffer, Taccone, Adam Cherrington, Faheem Rasheed Najm              | 2:36    |  |
| 5.  | "Sax Man" (feat. Jack Black)                              | Samberg, Schaffer, Taccone, Matthew Compton                                    | 2:07    |  |
| 6.  | "Lazy Sunday" (feat. Chris Parnell)                       | Samberg, Schaffer, Taccone, Chris Parnell                                      | 2:20    |  |
| 7.  | "Normal Guy" (Interlude)                                  | Samberg, Schaffer, Taccone                                                     | 1:04    |  |
| 8.  | "Boombox" (feat. Julian Casablancas)                      | Samberg, Schaffer, Taccone, Drew Campbell, Asa Taccone                         | 3:13    |  |
| 9.  | "Shrooms" (Interlude)                                     | Samberg, Schaffer, Taccone, Campbell                                           | 0:34    |  |
| 10. | "Like a Boss"                                             | Samberg, Schaffer, Taccone, Aleric Banks                                       | 1:46    |  |
| 11. | "We Like Sportz"                                          | Samberg, Schaffer, Taccone                                                     | 2:03    |  |
| 12. | "Dreamgirl" (feat. Norah Jones)                           | Samberg, Schaffer, Taccone, Mansur Zafr                                        | 3:13    |  |
| 13. | "Ras Trent"                                               | Samberg, Schaffer, Taccone, D. Carey, Sly Dunbar, Robbie Shakespeare           | 2:05    |  |
| 14. | "Dick in a Box" (feat. Justin Timberlake)                 | Samberg, Schaffer, Taccone, Taccone, Justin Timberlake, Katreese Barnes        | 2:41    |  |
| 15. | "The Old Saloon" (Interlude)                              | Samberg, Schaffer, Taccone, Mark Potsic                                        | 1:05    |  |
| 16. | "Punch You in the Jeans"                                  | Samberg, Schaffer, Taccone, Potsic, Mohandas Dewese                            | 2:46    |  |
| 17. | "Space Olympics"                                          | Samberg, Schaffer, Taccone, Campbell                                           | 2:55    |  |
| 18. | "Natalie's Rap" (feat. Natalie Portman and Chris Parnell) | Samberg, Schaffer, Taccone, Taccone                                            | 2:26    |  |
| 19. | "Incredibad"                                              | Samberg, Schaffer, Taccone, Roy Hammond, Jerry Fuller                          | 2:54    |  |

| DVD |                                           |                                                        |         |  |
| N.º | Título                                    | Compositor(es)                                         | Duração |  |
| 1.  | "Jizz in My Pants"                        | Samberg, Schaffer, Taccone, Forno                      | 2:32    |  |
| 2.  | "Just 2 Guyz" (*)                         | Samberg, Schaffer, Taccone                             | 2:07    |  |
| 3.  | "Lazy Sunday" (feat. Chris Parnell)       | Samberg, Schaffer, Taccone, Parnell                    | 2:22    |  |
| 4.  | "Ras Trent"                               | Samberg, Schaffer, Taccone, Carey, Dunbar, Shakespeare | 2:08    |  |
| 5.  | "Dick in a Box" (feat. Justin Timberlake) | Samberg, Schaffer, Taccone, Timberlake, Barnes         | 2:41    |  |
| 6.  | "We Like Sportz"                          | Samberg, Schaffer, Taccone                             | 2:06    |  |
| 7.  | "Space Olympics"                          | Samberg, Schaffer, Taccone, Campbell                   | 3:01    |  |
| 8.  | "Bing Bong Brothers" (*)                  | Samberg, Schaffer, Taccone                             | 1:12    |  |